# Обсада на Сараево
Обсадата на Сараево (на бошняшки и хърватски: Opsada Sarajeva; на сръбски: Опсада Сарајева) е обсада на столицата на Босна и Херцеговина. Това е най-дългата обсада на столица в съвременната история. След като първоначално е обсаден от войски на Югославската народна армия, Сараево впоследствие е обсаден и от войските на Република Сръбска в периода от 5 април 1992 г. до 29 февруари 1996 г. по време на войната в Босна и Херцеговина. Обсадата е три пъти по-дълга от тази на Сталинград и над година по-дълга от тази на Ленинград.
Когато Босна и Херцеговина обявява независимост от Югославия след референдум през 1992 г., босненските сърби, чиято стратегическа цел е създаването на държавата Република Сръбска, която да включва районите с бошняшко мнозинство, обграждат Сараево с войска от 13 000 души, разположена в околните хълмове. Оттам те нападат града с артилерия, танкове и други оръжия. От 2 май 1992 г. сърбите установяват блокада на града. Армията на Република Босна и Херцеговина в обсадения град, 19 месеца след началото на конфликта, наброява около 70 000 души, но е слабо въоръжена и неспособна да прекъсне обсадата.
Общо 13 952 души са убити по време на обсадата, от които 5434 цивилни. Армията на Босна и Херцеговина понася 6137 жертви, докато армията на босненските сърби понася 2241 жертви. Преброяване от 1991 г. сочи, че преди обсадата населението на града и околностите наброява 525 980 души, като оценките за градското население сочат към 435 000 души. Днес населението на Сараево е оценено на около 300 000 души.
След войната, Международният наказателен трибунал за бивша Югославия осъжда четири сръбски служители за многократни престъпления срещу човечеството по време на обсадата, включително тероризъм: Станислав Галич и Драгомир Милошевич са осъдени съответно на доживотен затвор и 29 години затвор. Техните началници, Радован Караджич и Ратко Младич също са осъдени.

## Предистория
От създаването си след Втората световна война, правителството на Социалистическа федеративна република Югославия държи под око националистическите чувства сред много етнически и религиозни групи, съставляващи страната, тъй като това може да доведе до хаос и разпадане на държавата. Когато дългогодишният лидер на Югославия Йосип Броз Тито умира през 1980 г., тази политика претъпява драматичен обрат.
Национализмът претърпява възраждане през 1980-те години, след като избухват размирици в Косово. Докато целта на сръбските националисти е централизация на Югославия, доминирана от сърби, другите националности в Югославия се стремят към федерация и децентрализация на държавата.
На 18 ноември 1990 г. се държат първите многопартийни парламентарни избори в Босна и Херцеговина (с второ гласуване на 25 ноември). Резултатът показва доминирането на три партии, базирани на етноси, които образуват слаба коалиция, целяща да отстрани комунистите от властта. Последвалото обявяване на независимост от Хърватия и Словения и последвалата война, поставят Босна и Херцеговина и трите съставящи я народа в неудобна позиция. Много скоро се оформя значително разделение относно това дали се продължи с Югославската федерация (преимуществено подкрепяна от сърбите) или да се търси независимост (преимуществено подкрепяна от бошняците и хърватите).
Сръбските членове на парламента изоставят централния парламент в Сараево и образуват Националната асамблея на Република Сръбска на 24 октомври 1991 г., която маркира края на тройната етническа коалиция, която управлява след изборите през 1990 г. Тази асамблея установява Сръбска република Босна и Херцеговина на 9 януари 1992 г., която през август става Република Сръбска.
Босна и Херцеговина обявява суверенитет на 15 октомври 1991 г., което е последвано от референдум за независимост от Югославия на 29 февруари и 1 март 1992 г. Този референдум е бойкотиран от по-голямата част от сърбите. Изходът от референдума е в полза на независимостта. Като цяло в градът цари мир, с изключение на стрелба на една сръбска сватба. Гостите на сватбата развяват сръбски знамена, което е интерпретирано от мюсюлманите там като нарочна провокация, докато се държи референдума за независимост.
Насилие се поражда на много места по време на и след референдума. Въоръжени мюсюлмани, познати като „Зелени берети“, вдигат барикади в и около Сараево. Барикади се издигат близо до Баня Лука и шофьор е убит от сърби в Добой. Дванадесет души са убити, преди боеве да утихнат на 2 март. На 3 март е обявено, че сърби от Пале са тръгнали към Сараево. През това време започват сблъсъци в Брод (град в Република Сръбска) и единадесет сърби са убити в селото Сиековац до Брод на 26 март. Градът е обсаден и попада под артилерийския обстрел на Югославската народна армия на 29 март. Слъсъци има и в Биелина, който бива нападнат от Сръбската доброволческа гвардия. На 4 април, когато информацията за убийствата в Биелина достига Сараево, босненското правителство обявява глобална мобилизация.

## Начало на военните действия
На 4 април 1992 г., когато е наредено на войските в резерва и на полицаите в Сараево да се мобилизират, а сърбите в града са евакуирани, настъпва категоричния разрив на отношенията между босненското правителство и сърбите.
На 5 април сръбски полицаи нападат полицейски управления и академия на Министерството на вътрешните работи. В нападението загиват двама полицаи и един цивилен. На следващия ден Президентството на Босна и Херцеговина обявява извънредно положение. Събира се тълпа от маршируващи за мир, наброяваща между 50 и 100 хиляди души от всички етнически групи. Когато тълпата наближава барикада, сръбски снайперисти от близкия хотел откриват огън по тълпата и убиват двама. Арестувани са шест сръбски снайпериста, но са заменени за арестувания командир на босненската полицейска академия.
Босна и Херцеговина получава международно признание на 6 април 1992 г. Най-разпространеното мнение е, че именно на този ден започва войната.
На 6 април сръбските сили започват артилерийски бараж над Сараево, а през следващите два дни прекосяват Дрина през Централна Сърбия и обсаждат градовете с мюсюлманско мнозинство Зворник, Вишеград и Фоча. Към средата на април цяла Босна е обхаваната от война. Правят се известни опити за спиране на насилието. На 27 април босненското правителство нарежда на Югославската народна армия да се предаде под цивилно управление или да бъде изгонена, което води до ред конфликти в началото на май. На 2 май Зелените берети и местни партизани отблъскват слабо организирана сръбска атака, целяща да пресече Сараево на две. На 3 май босненският президент Алия Изетбегович е отвлечен на сараевското летище от офицери на ЮНА и е използван за безопасното преминаване на войските на ЮНА от центъра на Сараево. Въпреки това, мюсюлманските войски не зачитат договорката и нападат конвоя на ЮНА от засада, което озлобява и двете страни. На 18 май е подписан договор за евакуация на ЮНА и спиране на огъня. На 20 май босненското президентство обявява ЮНА за окупационна сила.
ЮНА напада централно трамвайно депо в Стария град с мортири, артилерия и танкове и завзема контрол над летище Сараево. Босненското правителство очаква международната общност да достави мироопазващи войски, след признаването на независимостта, но това не се материализира на време, за да се предотврати война.
Сръбските войски затрупват слабо въоръжените и неподготвени правителствени войски и завземат големи райони босненска територия, започвайки с нападения над бошняци в източните части на Босна. Сръбските военни, полицаи и паравоенни сили нападат градове и села, а след това, понякога подпомагани от местните сръбски граждани, прилагат това, което скоро става стандартна практика – бошняшките къщи и апартаменти са систематично и обирани или изгаряни, бошняците са арестувани, понякога бити и убивани, а мъжете се отделят от жените. Много от мъжете са насилствено вкарвани в затвори, а жените са задържани при изключително нехигиенични условия и търпят множество зверства. Много от тях биват многократни изнасилвани. Оцелели разказват, че сръбски войници и полицаи са посещавали центровете за задържане на жени, избирали са една или повече жени и са ги изкарвали навън, за да ги изнасилят.
На 22 април се събира тълпа, искаща мир, пред сградата на Асамблеята на републиката, но е разкъсана от изстрели от близкия хотел. Към края на април обсадата вече е придобила вид.
През същия месец сараевското предградие Илиджа, населявано предимно от сърби, става сцена на военни действия между местни сръбски и бошняшки сили. Местните сърби скоро образуват Илиджийска бригада, която става част от войската на Република Сръбска.

## Ранни сражения в града
В месеците до войната, силите на ЮНА в района започват мобилизация към хълмовете около Сараево. По това време се разполагат артилерия и други оръжия, които ще се окажат ключови в последвалата обсада. През април 1992 г. босненското правителство настоява Югославия да премахне тези войски от там. Слободан Милошевич се съгласява да изтегли само хората, които произлизат от извън границите на Босна (незначителен брой). Етническите сърби от ЮНА се прехвърлят в армията на Република Сръбска под командването на генерал Ратко Младич, като тази армия се отказва от предаността си към Босна няколко дни, след като Босна се откъсва от Югославия.
През май 1992 г. части на ЮНА, намиращи се в Сараево, са многократно подлагани на нападения. На 2 май бошняшки сили от Зелените берети и Патриотичната лига откриват огън по колона от осем медицински превозни средства на ЮНА. Това нападение кара ЮНА да се оттеглят към сръбските позиции в района Лукавица.
На 2 май 1992 г. сили на босненските сърби установяват тотална блокада на града. Те блокират големи пътища, прекъсвайки достъпа на храна и лекарства, както и комунални услуги като вода, електричество и отопление. Въпреки че притежават по-добро въоръжение, те са превъзхождани числено от войниците на Босна и Херцеговина, защитаващи града. След като бронираните колони на ЮНА след няколко опита не успяват да превземат града, сърбите започват да концентрират усилията си върху отслабване на града чрез постоянни бомбардировки от поне 200 укрепени позиции и бункери в околните хълмове.
На 3 май 1992 г. членове на армията на Босна и Херцеговина нападат конвой от оттеглящи войници от ЮНА в Сараево, убивайки шестима и ранявайки много повече. Нападението се счита, че е в отговор на арестуването на босненския мюсюлмански президент Алия Изетбегович, който е задържан на летище Сараево от югославската полиция на предния ден.
Армията на Република Сръбска е основана и поставена под командването на генерал Ратко Младич в нова фаза на войната. Артилерийските бомбардировки в Сараево на 24, 26, 28 и 29 май се приписват на Младич от Бутрос Бутрос-Гали (по това време генерален секретар на ООН). Жертвите от бомбардировките на 27 май водят до намеса на Запада под формата на санкции, наложени на 30 май. В същия ден босненски сили атакуват казарми на ЮНА в града, което бива последвано от тежък артилерийски обстрел. На 5 и 6 юни последният персонал на ЮНА напуска града на фона на ожесточени улични престрелки и бомбардировки. Примирието от 20 юни, въведено за да може ООН да поеме контрола над летище Сараево за хуманитарни полети, е скъсано докато двете страни се сражават за контрол над територията между града и летището. Кризата с летището кара Бутрос-Гали да постави ултиматум на 26 юни, според който сърбите трябва да спрат атаките си над града, да позволят на ООН да поеме контрол над летището и да поставят тежките си оръжия под надзора на ООН. През това време американският президент Джордж Х. У. Буш обмисля използване на военна сила в Босна. Френският президент Франсоа Митеран посещава Сараево на 28 и 29 юни. Сърбите предават летището на ООН на 29 юни. По това време отношението на света е категорично против сърбите в конфликта.
На 30 август 1992 г. артилерийски снаряд пада в претъпкан пазар в западната част на Сараево. Взривът погубва 15 души и ранява още 100.
На 8 януари 1993 г. Хакия Турайлич, заместник министър-председателя на Босна и Херцеговина, е убит от сръбски войник. Турайлич, който е отишъл на летище Сараево за да посрещне турска делегация, се връща към града в бронирана кола на ООН, когато два танка и 40 – 50 сръбски войници блокират пътя. Сърбите, водени от информация по радиото на сръбските свързочници на летището, които докладват, че турски войски идват да подкрепят бошняците, обвиняват тримата френски войници в бронираната кола, че транспортират турски муджахидини. След като свързочниците идентифицират, че се превозва Турайлич, сърбите нареждат на войниците от ООН да го предадат. Задната врата се отваря и един от сърбите произвежда седем изстрела с автоматично оръжие срещу Турайлич. Той е уцелен от шест патрона в гърдите и ръцете и умира на място. Сръбският войник Горан Васич е обвинен за убийството на Турайлич, но накрая е освободен от отговорност през 2002 г.

## Жестокости
Втората половина на 1992 г. и първата половина на 1993 г. са кулминацията на обсадата на Сараево и жестокостите не секват по време на тежките боеве. Сръбските войски извън града постоянно бомбардират правителствените защитници. В града, сърбите контролират повечето от големите военни позиции и наличните оръжия. Снайперисти по улиците, знаци с надпис Pazite, Snajper! („Внимание, снайпер!“) стават често срещана гледка. Главната улица на града, водеща към летището, улица „Змая од Босне“, става известна като „Алеята на снайперистите“. Снайперистките убийства на сараевските Ромео и Жулиета (Адмира Исмич и Бошко Бъркич, смесена бошняшко-сръбска двойка) стават символ на страданието в града, макар да не е ясно от чия страна са произведени снайперистките изстрели.
В зоните от Сараево под контрола на бошняците, комуналните услуги бързо се разпадат и нивото на престъпността скача. През първата година на обсадата, 10-а планинска дивизия на армията на Босна и Херцеговина, водена от Мушан Топалович, започва кампания по масови убийства на сръбски граждани, които все още живеят на бошняшка територия. Много от жертвите са транспортирани до масови гробове близо до Сараево, където са убивани и погребвани.
Започнати са офанзиви на босненските сърби, целящи превземането на някои квартали, особено в Ново Сараево. В края на юни 1933 г. е установена безопасна зона около летището на града и то е отворено за доставки на ООН. Оцеляването на Сараево зависи в голяма степен от тях. В сравнение с обсаждащата ги сила, войските на босненското правителство са много зле въоръжени. Босненски престъпници от черния пазар, които се присъединяват към армията в началото на войната, нелегално контрабандират оръжия в града през сръбски линии, а нападенията над сръбските позиции предоставят още. Сараевският тунел, завършен в средата на 1993 г., е важна придобивка за заобикалянето на оръжейното ембарго (приложено за всички страни в конфликта, включително защитниците на Сараево). Той подпомага доставките на оръжия към града и предоставя възможност на някои жители да напуснат града. Той свързва града с босненската територия от другата страна на летище Сараево, която по това време се контролира от ООН.
Докладите сочат за средно 329 взрива от снаряди на ден по време на обсадата, като на 22 юли 1993 г. е достигнат максимум от 3777. Това „градоубийство“ чрез артилерийски бомбардировки нанася тежки повреди на жилищните и културните сгради на града. Към септември 1993 г. е оценено, че всички сгради в Сараево са пострадали в известна степен, като 35 000 сгради са напълно разрушени. Сред мишените са болници, медицински комплекси, медийни и комуникационни центрове, промишлени комплекси, правителствени сгради и военни съоръжения. Значителни щети са нанесени на президентството на Босна и Херцеговина и на Националната и университетска библиотека на Босна и Херцеговина, която е запалена и срината до основи, загубвайки хиляди уникални текстове.
Бомбардирането взема много жертви сред населението. То е провеждано основно с минохвъргачки. На 1 юни 1993 г. 11 души са убити, а 133 са ранени в артилерийски обстрел над футболен мач.
Най-голямото масово убийство от бомбардиране е първият обстрел на пазара Маркале от 5 февруари 1994 г., при който загиват 68 граждани, а 200 са ранени. Медицинските центрове са претрупани от мащаба на цивилните жертви и само малък брой ранени могат да се възползват от програмите за медицинска евакуация.

## Намеса на НАТО
На 6 февруари 1994 г., ден след първия обстрел на пазара Маркале, генералният секретар на ООН Бутрос-Гали официално иска от НАТО да потвърди, че ще се проведат въздушни удари веднага. На 9 февруари НАТО се съгласява с ООН и започва въздушни удари по артилерийски и минохвъргачни позиции в и около Сараево, които са определени като отговорни за атаките над цивилни цели. Единствено Гърция не подкрепя въздушните удари, но и не налага вето. На 9 февруари Съветът на НАТО поставя ултиматум на босненските сърби, искайки премахване на тежките оръжия около Сараево до полунощ на 20 – 21 февруари или ще отговори с въздушни отговори. Има известно объркване около съгласуването с ултиматума и унгарският министър-председател Петер Борош обявява, че въздушното пространство на страната му ще остане затворено за натовски самолети по време на въздушните удари. На 12 февруари 1994 г. Сараево отбелязва първия си ден без нито една жертва от април 1992 г.
На 5 август войската на Република Сръбска завзема няколко оръжия от място за събиране на оръжие в Илиджа в пряко нарушение на договора за забранената зона. През това време сърбите раняват украински мироопазващ войник. В отговор на нападението, ООН отново иска подкрепа от НАТО. Два американски самолета A-10 многократно обстрелват сръбски мишени, карайки сърбите да върнат завзетите оръжия обратно към мястото за събиране. На 22 септември НАТО пак предоставя въздушни удари в Сараево, след като сърбите нападат френски бронетранспортьор. В отговор, два британски самолета SEPECAT Jaguar удрят и разрушават сръбски танк.
Докато боят постепенно се разширява през 1995 г., босненски мюсюлмани започват мащабна настъпателна акция в района на Сараево. В отговор на атаката, босненските сърби завземат тежки оръжия от депо на ООН и започват бомбардировка на цели. В резултат на тези действия, генерал-лейтенантът от ООН Рупърт Смит поисква въздушни удари от НАТО. НАТО удовлетворява молбата и на 24 и 26 май 1995 г. бомбардира сръбски депа за амуниции близо до Пале. Мисията е изпълнена от американски F-16 и испански F/A-18 Hornet, въоръжени с бомби с лазерно насочване. Тогава сърбите пленяват 377 членове на мироопазващите сили и ги използват като човешки щитове за разнообразни мишени в Босна, което кара НАТО да спре въздушните си удари.
На 27 май 1995 г. сръбски войници, дегизирани като френски войници, превземат два наблюдателни поста на ООН от двете страни на моста Върбаня без да произведат и изстрел. Носят френски униформи, бронежилетки и каски, въоръжени са с френски оръжия и карат френски бронетранспортьор – всичките крадени от задържани войски на ООН извън града. Войниците обезоръжават 12-те миротворци, държейки ги на мушка. Десет са транспортирани на неизвестно място, а двама остават на моста като човешки щитове. Французите отговорят като изпращат 30 войника, подкрепени от 6 танка, имащи за цел да нападнат северния край на моста. Двамата френски заложници са убити в последвалата битка, докато четирима сръбски войници са убити и още четирима са задържани. В края на деня, сърбите все още има контрол над южната част на моста, докато французите окупират северната част. По-късно сърбите изоставят своята част от моста.
През 1995 г. международните сили твърдо се обръщат срещу обсаждащите, след втория обстрел на Маркале от 28 август, при който загиват 37 души, а 90 са ранени. На 30 август генералният секретар на НАТО обявява началото на въздушни удари, подкрепяни с артилерия. В същия ден, френски Dassault Mirage 2000 е свален от сръбска ракета земя-въздух близо до Пале.
На 1 септември НАТО и ООН настояват за вдигане на обсадата, премахване на тежките оръжия от забранената зона около Сараево и пълна безопасност на други обезопасени райони. На лидерите на босненските сърби е дадена отсрочка до 4 септември, а операция Преднамерена сила е спряна. Тежките оръжия не са премахнати, затова на 5 септември въздушните удари продължават върху сръбските позиции около Сараево и близо до сръбската щаб-квартира до Пале.
На 14 септември ударите спират, за да се даде възможност за изпълнение на договор със сърбите относно изтеглянето на тежките оръжия от забранената зона. Накрая, на 20 септември 1995 г., сърбите се съгласяват с условията на ООН, а операция Преднамерена сила е отменена.

## Вдигане на обсадата
Сраженията на земята се изострят, когато босненски и хърватски сили предприемат настъпление. Сърбите постепенно са изтласкани назад, което позволява възвръщането на отоплението, електричеството и водата в града. През октомври 1995 г. се достига примирие. На 14 декември е подписано Дейтънското мирно споразумение, което донася мир и стабилизация в страната.
Един от последните актове на насилие по време на обсадата се случва на 9 януари 1996 г., когато е произведен изстрел с РПГ срещу трамвай на главна улица в Сараево, убивайки един и ранявайки още 19 души. Гранатата е изстреляна от квартала Гърбавица, които по това време е контролиран от сърбите. След нападението, френски войски от ИФОР претърсват сградата, от която е изстреляна гранатата, но не успяват да заловят извършителя.
Босненското правителство официално обявява край на обсадата на Сараево на 29 февруари 1996 г., когато сръбските сили изоставят позициите си в и около града. Впоследствие, над 70 000 сараевски сърби напускат кварталите с мюсюлманско мнозинство в града и се преместват в Република Сръбска.

## Последици

### Жертви
Обсаденото население е съставено не само от бошняци и хървати, но също и сърби. Преброяването от 1991 г. показва, че преди обсадата градът и околностите му имат население от 525 980 души. Оценките са, че до обсадата самият град има население от 435 000 души. Оценките за днешното му население варират между 300 и 380 хиляди души. Голям брой сараевци са убити или ранени по време на обсадата. Според доклад от 1994 г. общият брой на жертвите за 315 дни е 2474 души, което се равнява на средно 8 убити на ден. Броят на ранените за 306 дни е 13 472 души, което се равнява на средно 44 ранени на ден. Според същия доклад, броят на убитите в града е около 10 000, сред които 1500 деца. Общият брой на цивилните жертви е около 5434 души.

### Имуществени щети
Имуществените щети в Сараево в резултат на обсадата включват болници, медицински комплекси и сгради на културата като Ориенталския институт в Сараево (една от най-богатите колекции на ориенталски ръкописи в света) и Националната и университетска билбиотека на Босна и Херцеговина (централното хранилище на босненската писмена култура).
Също неоправдани от военна необходимост са нападенията над цивилното имущество. Според босненското правителство, над 10 000 апартаменти са разрушени, а 100 000 са повредени. От всички сгради в града, 23% са сериозно повредени, 64% са частично повредени, а 10% са леко повредени.